# هم او
هم او (به انگلیسی: Heme O) با فرمول شیمیایی C49H58O5N4Fe یک ترکیب شیمیایی با شناسه پاب‌کم 6323367 است. که جرم مولی آن ۸۳۸٫۸۵۴ گرم بر مول می‌باشد. 